# جیک رایت
جیک رایت (انگلیسی: Jake Wright؛ زادهٔ ۱۱ مارس ۱۹۸۶) بازیکن فوتبال اهل بریتانیا است.
از باشگاه‌هایی که در آن بازی کرده‌است می‌توان به باشگاه فوتبال برادفورد سیتی، باشگاه فوتبال آکسفورد یونایتد، باشگاه فوتبال کراولی تاون، و باشگاه فوتبال برایتون اند هوو آلبیون اشاره کرد.